# Districte de Rubavu
El districte de Rubavu és un akarere (districte) de la província de l'Oest, a Ruanda. La seva capital és Gisenyi.

## Geografia i turisme
El districte es troba als marges del llac Kivu, al voltant de la ciutat de Gisenyi, i just travessant la ciutat fronterera de Goma a la República Democràtica del Congo. També és a la vora del volcà actiu Nyiragongo.

## Sectors
El districte de Rubavu està dividit en 12 sectors (imirenge): Bugeshi, Busasamana, Cyanzarwe, Gisenyi, Kanama, Kanzenze, Mudende, Nyakiliba, Nyamyumba, Nyundo, Rubavu i Rugerero.